# ANBO VI
L'ANBO VI est un avion militaire de l'entre-deux-guerres, conçu en Lituanie en 1932 par Antanas Gustaitis et fabriqué par la Karo Aviacijos Tiekimo Skyrius.